# Флоран Паньї
Флора́н Паньї́ (фр. Florent Pagny) — французький співак та актор. Співає у жанрі вар'єте. Виконує пісні французькою, англійською та іспанською мовами. Також грає на гітарі.

## Ранні роки
Народився в Шалон-сюр-Сон 6 листопада 1961 року.
Розпочав свою кар'єру актором популярних фільмів. Зокрема знімався у фільмах  Інформатор, L'As des as, L'Honneur d'un capitaine і Fort Saganne.
У 1987 році написав пісню «N'importe quoi» 
У 1990 році вийшов його перший альбом Merci, що спричинив бойкот преси. Як наслідок наступний альбом Réaliste не став популярним.
Згодом Жан-Жак Ґолдман (Jean-Jacques Goldman)під псевдонімом Сем Бревскі (Sam Brewski) написав йому декілька пісень, які він використав у своєму альбомі Rester vrai.

## Історія з податками
У 1997 році Флорана Паньї звинуватили у приховуванні реальних доходів. Він зменшив свої реальні доходи за 1996-1997 роки приблизно на 540 000 євро. Версальський суд ув'язнив його на 6 місяців, до того ж стягнувши з нього штраф 15 000 євро.

## Продовження кар'єри
Після цих подій, що з ним трапились, аби уникнути подальших проблем із високими він переїжджає до Патагонії, де за його словами він почав спокійно жити з родиною і дітьми. Його новий альбом Savoir aimer робить його популярним особливо у франкомовних країнах. У цьому альбомі він співпрацював зі своїм новим композитором Паскалем Обіспо (Pascal Obispo). 
Впродовж наступних років він робить численні експерименти зі своїм репертуаром.
У 2007 році записує альбом з піснями Жака Бреля (Jacques Brel) під назвою Pagny chante Brel
У 2009 році виходить його перший іспаномовний альбом C'est comme ça. Загалом у цей альбом входить 16 пісень іспанською мовою, які написав латиноамериканські композитори Хуліо Рейес. Таким чином Флорана Паньї стає першим французьким співаком, що намагається підкорити Латинську Америку своїм виконанням пісень іспанською мовою.

## Дискографія

#### Студійні альбоми
- 1990 : Merci
- 1992 : Réaliste
- 1994 : Rester vrai
- 1997 : Savoir aimer
- 1999 : RéCréation
- 1999 : Châtelet Les Halles
- 2001 : 2
- 2003 : Ailleurs land
- 2004 : Baryton
- 2006 : Abracadabra
- 2007 : Pagny chante Brel
- 2009 : C'est comme ça (іспанською)
- 2010 : Tout et son contraire

### Сингли
| Рік  | Сингл                                                                    | Класифікація | Класифікація | Класифікація | Альбом                |
| Рік  | Сингл                                                                    | Франція      | Бельгія      | Швейцарія    | Альбом                |
| ---- | ------------------------------------------------------------------------ | ------------ | ------------ | ------------ | --------------------- |
| 1988 | «N'importe quoi»                                                         | 1            | -            | -            | /                     |
| 1988 | «Laissez-nous respirer»                                                  | 8            | -            | -            | /                     |
| 1989 | «Comme d'habitude»                                                       | 6            | -            | -            | /                     |
| 1990 | «J'te jure»                                                              | 16           | -            | -            | Merci                 |
| 1990 | «Ça fait des nuits»                                                      | 17           | -            | -            | Merci                 |
| 1990 | «Presse qui roule»                                                       | 24           | -            | -            | Merci                 |
| 1991 | «Prends ton temps»                                                       | 42           | -            | -            | Merci                 |
| 1992 | «Tue-moi»                                                                | 24           | 38           | -            | Réaliste              |
| 1993 | «Qu'est-ce qu'on a fait?»                                                | 46           | -            | -            | Réaliste              |
| 1994 | «Est-ce que tu me suis?»                                                 | 45           | -            | -            | Rester vrai           |
| 1994 | «Si tu veux m'essayer»                                                   | 7            | -            | -            | Rester vrai           |
| 1996 | «Caruso»                                                                 | 2            | 3            | -            | Bienvenue chez moi    |
| 1996 | «Oh Happy Day»                                                           | 8            | -            | -            | Bienvenue chez moi    |
| 1997 | «Savoir aimer»                                                           | 1            | 1            | -            | Savoir aimer          |
| 1998 | «Chanter»                                                                | 16           | 15           | -            | Savoir aimer          |
| 1998 | «D'un amour l'autre»                                                     | 83           | -            | -            | Savoir aimer          |
| 1998 | «Dors»                                                                   | 29           | 28           | -            | Savoir aimer          |
| 1999 | «Jolie môme»                                                             | 13           | 11           | -            | RéCréation            |
| 2000 | «Les parfums de sa vie (je l'ai tant aimée)»                             | 38           | 30           | -            | RéCréation            |
| 2000 | «Et un jour, une femme»                                                  | 5            | 2            | -            | Châtelet Les Halles   |
| 2001 | «Châtelet Les Halles»                                                    | 45           | -            | -            | Châtelet Les Halles   |
| 2001 | «Terre»                                                                  | 37           | -            | -            | Châtelet Les Halles   |
| 2002 | «L'air du temps» (with Cécilia Cara)                                     | 20           | 19           | -            | 2                     |
| 2003 | «Ma liberté de penser»                                                   | 1            | 1            | 8            | Ailleurs land         |
| 2003 | «Je trace»                                                               | 26           | 34           | 65           | Ailleurs land         |
| 2004 | «Y'a pas un homme qui soit né pour ça» (with Calogero und Pascal Obispo) | 20           | -            | 45           | /                     |
| 2004 | «Io le canto per te»                                                     | 28           | 12           | -            | Baryton               |
| 2006 | «Là où je t'emmènerai»                                                   | 4            | 7            | 39           | Abracadabra           |
| 2009 | «C'est comme ça»                                                         | -            | 11           | -            | C'est comme ça        |
| 2009 | «Amar y amar»                                                            | -            | -            | -            | C'est comme ça        |
| 2010 | Si tu n'aimes pas Florent Pagny                                          | -            | -            | -            | Tout et son contraire |
| 2010 | Te jeter des fleurs                                                      | -            | -            | -            | Tout et son contraire |

## Виноски
1. 1 2  http://www.liberation.fr/portrait/2003/07/11/des-ronds-des-ronds-petit-patagon_439419
2. ↑  Deutsche Nationalbibliothek Record #123055482 // Gemeinsame Normdatei — 2012—2016.
3. ↑  Montreux Jazz Festival Database
4. ↑  lescharts.com
5. ↑  ultratop.be
6. ↑  hitparade.ch